# Filippo Türje
Filippo Türje (in ungherese Türje nembeli Fülöp; 1218 circa – 18 dicembre 1272), noto anche impropriamente come Filippo di Szentgrót (Szentgróti Fülöp), fu un ecclesiastico ungherese vissuto nel XIII secolo che fu vescovo di Zagabria dal 1247 o 1248 al 1262, e come arcivescovo di Strigonio dal 1262 fino alla sua morte.

## Biografia

### Primi anni
Nato intorno al 1218, Filippo era legato alla famiglia dei Türje, originaria del comitato di Zala, e visse i suoi primi anni presso la corte reale. Suo padre era Gioacchino (o Ivachin), che ricoprì la carica di conte di Hermannstadt intorno al 1210. In tale veste, comandò un esercito di sassoni, valacchi, siculi e peceneghi per assistere Boril di Bulgaria nella lotta contro tre capi cumani ribelli in quell'anno. Il cugino di Filippo era il potente aristocratico Dionigi Türje, palatino d'Ungheria tra il 1245 e il 1248. Filippo aveva un fratello, tale Tommaso, che fu ispán di Karakó e progenitore della famiglia degli Szentgróti.
Da giovane novizio, Filippo fuggì insieme a re Béla IV e alla corte reale sulla costa della Dalmazia dopo la disastrosa battaglia di Mohi e vi rimase fino al termine dell'invasione mongola dell'Ungheria nel 1242. Nominato per la prima volta prevosto di Dömös nel 1246, ricoprì sia la carica di cancelliere sia confessore della regina consorte Maria Lascaris fino al 1248. In qualità di cancelliere, partecipò al processo di ridistribuzione delle terre situate oltre la Drava. Giudicò inoltre a favore dell'abbazia di Bakonybél durante una controversia giudiziaria, quando nello specifico si rifiutò di riconoscere lo status sociale dei servi dell'abbazia come servi della chiesa e mantenne il loro status di udvornici. Un documento della corona del 1250 riferisce che Filippo era già stato incaricato di intraprendere una missione diplomatica nel regno di Boemia in veste di prevosto. La storica Veronika Rudolf ha ritenuto che l'evento avvenne nel 1237, quando Béla IV, tramite Filippo, mediava tra Venceslao I di Boemia e il suo ribelle fratello Přemysl, margravio di Moravia. Filippo scortò poi la figlia di Béla, Elisabetta, nel ducato di Baviera intorno al 1244, dove in seguito sposò Enrico XIII di Baviera.

### Vescovo di Zagabria
Filippo fu nominato vescovo di Zagabria nel 1248, malgrado un singolo documento affermi che preservò tale dignità già dal 1247. Poiché non aveva ancora raggiunto l'età minima per diventare vescovo (trent'anni), un certo Alberto, arcidiacono e canonico del capitolo di Zagabria, contestò la sua elezione rivolgendosi a Benedetto II, arcivescovo di Strigonio, che tuttavia non sovvertì l'esito della decisione. In seguito, Alberto presentò una petizione alla Santa Sede in cui sostenne che il capitolo non aveva il diritto di eleggere il nuovo vescovo, poiché a quel tempo operava sotto il peso di una scomunica. Papa Innocenzo IV ordinò a Bulcsú Lád, al vescovo di Csanád e ad altri due ecclesiastici di indagare sulle circostanze dell'elezione e sulle attitudini di Filippo. Dopo aver inviato il resoconto alla Curia romana, Innocenzo confermò la sua elezione il 26 ottobre 1248. Stando ad alcune fonti coeve, il re esercitò la propria influenza e si batté attivamente a favore del suo protetto tramite inviati reali a Roma. Béla IV rinnovò lo statuto di suo padre riguardante la donazione di terre a Slanje (nell'odierna Croazia) ai membri ancora in vita della famiglia Türje, Filippo e suo fratello Tommaso.

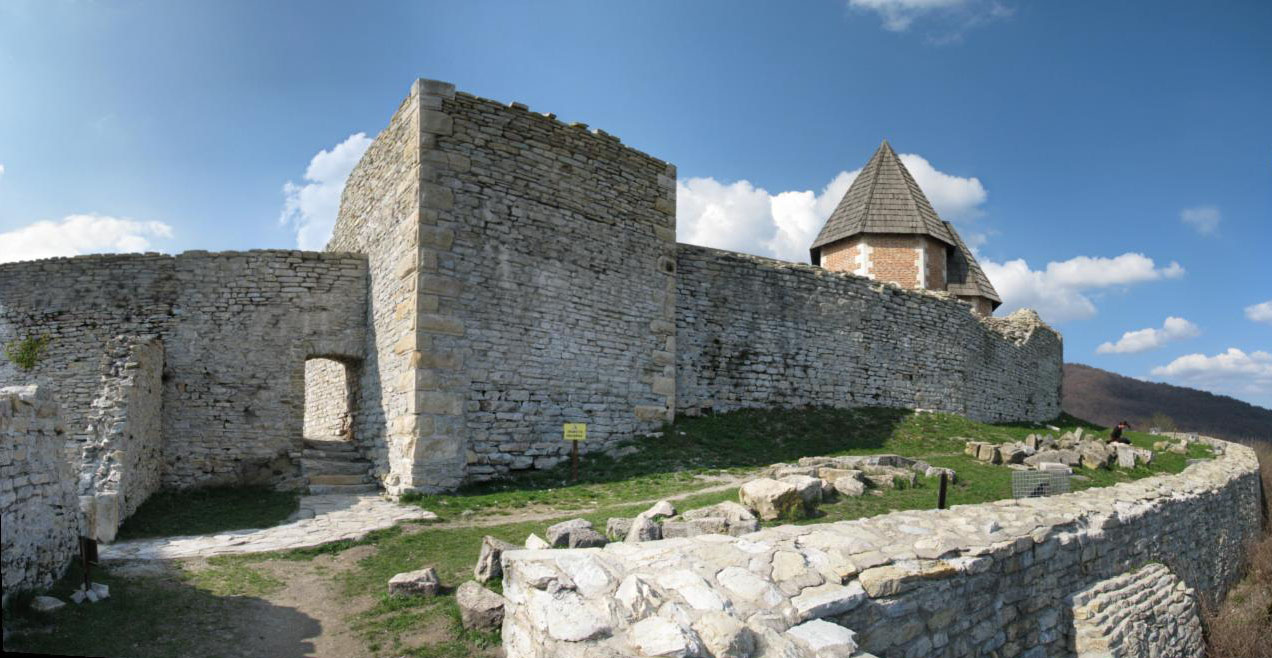
La fortezza di Medvedgrad, costruita da Filippo Türje

I due più convinti sostenitori di Béla in Croazia, il vescovo Filippo e Stefano Gutkeled, bano di Slavonia, presero posizione nello stesso anno. In seguito all'invasione mongola, la provincia della Slavonia e la Croazia assursero a importanti linee di difesa dei confini, motivo per cui Stefano costruì diversi castelli (tra cui Jablanac) nel tentativo di rafforzare le radicali riforme introdotte da Béla. La città di Zagabria era finita distrutta e rasa al suolo, circostanza la quale portò alla costruzione di Medvedgrad (letteralmente "fortezza dell'orso"; in ungherese Medvevár). Incoraggiato anche da papa Innocenzo IV, Filippo costruì la fortezza tra il 1249 e il 1254. Durante l'attuazione della riforma agraria di Béla all'indomani del 1250, Stefano Gutkeled e Filippo Türje agirono spesso come co-giudici in varie cause legali e decisioni di confine oltre il fiume Drava.
In veste di vescovo, Filippo si dimostrò un abile diplomatico di Béla IV. Allo scoppio della prima guerra tra il monarca ungherese e Ottocaro II di Boemia, Filippo si recò a Roma nel 1253 per stipulare un accordo di pace, rappresentando le ragioni di Béla. Filippo e il suo compagno Ecce, un frate francescano, riferirono a papa Innocenzo che Béla era pronto a ritirarsi e ad affidare i castelli conquistati ai legati pontifici, a condizione che Ottocaro fosse disposto a fare lo stesso. Successivamente, Filippo negoziò anche con Corrado IV di Svevia a Napoli. Alla fine delle negoziazioni di pace, si arrivò a un'intesa con il sovrano boemo siglata a Pressburgo (oggi Bratislava, in Slovacchia) il 1° maggio 1254. In conformità con il trattato, Ottocaro cedette la Stiria a Béla. Riconoscendo gli impegni che lo avevano portato a Roma, fu sollevato dalla convocazione per un periodo di un anno dal pontefice. Béla IV ricordò il suo servizio diplomatico nel luglio del 1267 quando lodò Filippo, il quale, «in importanti missioni presso la Curia romana e le zone remote dell'Italia, e in molti altri paesi a proprie spese, esposto a intemperie, viaggi per mare e per terra e ad altre avversità, ha gestito tutti i nostri casi con successo...» ed «elevando l'onore della Nostra Corona, ha fedelmente e abilmente si occupò di tutte le questioni a lui affidate». Filippo e il suo esercito episcopale parteciparono alla battaglia di Kressenbrunn nel luglio del 1260, in occasione della quale Ottocaro sconfisse gli ungheresi e quindi Béla fu costretto a rinunciare al ducato di Stiria. Nonostante la lealtà di Filippo, quando il rapporto tra Béla IV e il suo figlio maggiore, il duca Stefano, divenne teso poco più tardi del 1260, il re, in visita nella provincia della Slavonia in compagnia della moglie Maria nella primavera del 1262, Béla confiscò Medvedgrad a Filippo per trasferire lì i gioielli della corona e i tesori reali da Albareale allo scopo di custodirli, proteggendoli da Stefano. Nominalmente, il figlio minore e prediletto della coppia, Béla, governò la provincia in qualità di duca dal 1260. Medvedgrad non fu mai restituita alla diocesi di Zagabria, essendo in seguito amministrata dai bani della Slavonia.
Di ritorno da Roma nel 1254, Filippo acquisì il territorio di Waska e l'insediamento circostante di Szentmárton per conto del vescovado di Zagabria. Ebbe un lungo conflitto con i cittadini di Petrinja, che godevano di ampi privilegi fin dall'invasione mongola. La città si rifiutò di pagare la decima per la diocesi di Zagabria. Di conseguenza, Filippo scomunicò i cittadini e il loro magistrato eletto, proclamando inoltre ai danni Petrinja un interdetto. L'iniziativa si rivelò infruttuosa, circostanza la quale spinse Filippo a concedere nel 1253 a Petrinja di pagare la tassa in natura. Revocata la scomunica e l'interdetto contro la città nel 1255, Filippo si preoccupò di ricostruire la cattedrale di Zagabria, distrutta dai mongoli nel 1242. Ottenne inoltre il contributo di papa Alessandro IV nel maggio del 1258, ma i lavori di costruzione cominciarono solo dopo l'episcopato di Timoteo, intorno al 1270.

### Arcivescovo di Strigonio

#### Mediatore e conciliatore
Spirato Benedetto di Strigonio nella seconda metà del 1261, papa Urbano IV nominò Filippo amministratore apostolico della sede metropolitana l'11 gennaio 1262, sollecitandolo inoltre a recarsi a Roma. Fu quindi nominato arcivescovo di Strigonio il 7 marzo 1262 e contemporaneamente continuò a svolgere le funzioni di vescovo di Zagabria. La sua conferma papale ebbe luogo l'8 maggio, poco prima che Béla IV lo nominasse cancelliere reale. Filippo preservò la carica fino alla morte del monarca, avvenuta nel maggio del 1270.

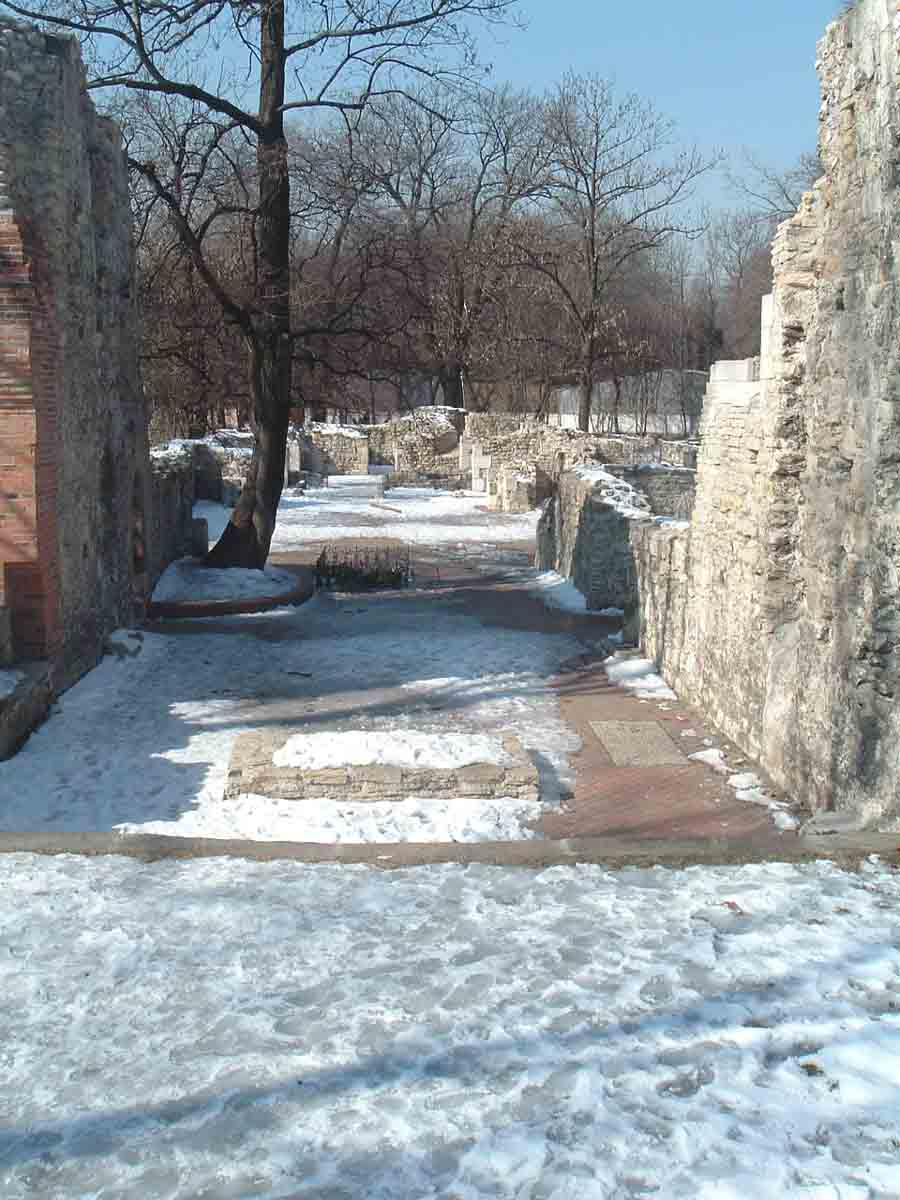
Rovine del monastero domenicano sull'isola Margherita, dove Filippo mediò nella disputa insorta tra Béla IV d'Ungheria e suo figlio Stefano

Quasi immediatamente, Filippo dovette compiere seri sforzi per evitare una sanguinosa guerra civile in Ungheria. Sebbene in autunno si verificassero alcuni scontri tra le truppe reali e le forze di Stefano, una guerra civile duratura fu evitata grazie alla mediazione degli arcivescovi Filippo e Smaragd di Caloccia, che convinsero Béla e suo figlio a raggiungere un compromesso. Ai sensi della pace di Pressburgo conclusa nell'autunno del 1262, i due si divisero il paese lungo la linea del Danubio: le terre a ovest del corso d'acqua rimasero sotto il dominio diretto di Béla, mentre il governo dei territori orientali passò a Stefano, che adottò anche il titolo di rex iunior. Tuttavia, nel lungo termine la tregua non poté impedire lo scoppio di una guerra civile. Quando Stefano surclassò l'esercito di suo padre nella decisiva battaglia di Isaszeg nel marzo 1265, i due arcivescovi Filippo e Smaragd condussero nuove negoziazioni tra Béla e suo figlio. Il loro accordo venne firmato nel monastero domenicano della Beata Vergine sull'isola dei Conigli il 23 marzo 1266. Il nuovo trattato confermava la divisione del paese lungo il Danubio. Un documento di epoca successiva, emesso da Béla nel luglio 1267, ricordò con affetto gli sforzi di Filippo: «Per rendere più luminoso lo stato della corona e per servire l'integrità e la gioia del nostro paese, [Filippo agì] come mediatore, persino come scudo e barriera per creare pace interiore [...], esponendosi a grandi spese, pericoli e tribolazioni». Oltre al trattato di pace, Béla incaricò Filippo e Smaragd di avvertire i cumani battezzati, al fianco di Stefano nel conflitto precedente, di continuare ad appoggiarlo, altrimenti sarebbero stati espulsi dal regno. Nel frattempo, papa Clemente IV autorizzò i due arcivescovi a guidare le truppe contro i mongoli e altre comunità pagane.
Dopo la sua nomina, Filippo istituì la propria corte e cancelleria a Strigonio, formata da giuristi canonici e notai altamente qualificati. Ad esempio, uno dei suoi cancellieri fu l'illustre diplomatico Sisto, attivo dal 1264 al 1268. Alla fine del 1262, Béla IV confermò i privilegi dell'arcidiocesi di Strigonio in occasione della nomina di Filippo. Su richiesta dell'arcivescovo, il monarca ampliò in più occasioni i privilegi concessi; ad esempio agli hospes sassoni di Lipcse (la moderna Partizánska Ľupča, in Slovacchia), sudditi dell'arcivescovado, fu concessa l'esenzione fiscale, così come alle parrocchie di Korpona e Selmecbánya (le attuali Krupina e Banská Štiavnica), che dovette pagare la decima al capitolo di Strigonio e non invece al tesoro reale. Nel 1263, Béla concesse altresì il diritto di giuspatronato a Filippo e ai suoi successori sul monastero di San Pantaleone, situato su un'isola sul Danubio (oggi se ne possono osservare le rovine a Dunaújváros). Nel marzo del 1272, all'arcidiocesi fu concessa anche la decima annuale derivante dagli utili della camera (lucrum camerae) oltre il fiume Dráva. La parrocchia di Szentistván (intitolata al martire Santo Stefano) e la cappella di Sant'Anna a Örmény (vecchi quartieri di Strigonio) furono istituite durante l'episcopato di Filippo.
Durante il suo episcopato, papa Clemente IV confermò i privilegi della prepositura di Titel e dell'abbazia di Tihany nel 1268, assegnandoli alla supervisione dell'arcidiocesi di Strigonio. Filippo cercò di proteggere i suoi privilegi dai vescovi suffraganei durante il suo mandato decennale. A tal proposito, nel sinodo di Buda del 1263 sottolineò il suo diritto esclusivo a indossare il pallio dopo che Giobbe Záh, vescovo di Pécs, rivendicò non solo di poter fare altrettanto, ma che la sua diocesi era anche indipendente dalla sede di Strigonio. Per questo, Filippo e i suoi successori considerarono Giobbe scomunicato per aver ignorato la loro autorità. Secondo un documento del 1264, Filippo protesse i diritti della prepositura di Sibiu Szeben (oggi Sibiu, in Romania), che allora apparteneva a Strigonio, anche contro Gallo, vescovo di Transilvania e i suoi sforzi. Filippo acquistò diverse terre nei comitati di Strigonio e Komárom allo scopo di espandere il patrimonio agricolo ed economico dell'arcivescovado. Fu coinvolto in numerose dispute sui confini con la prepositura di Dömös e diverse autorità secolari, tra cui Domenico, ispán del comitato di Sáros. Stefano V in persona agì da mediatore e conciliatore nelle due controversie menzionate.
Filippo ebbe poi dei dissidi con l'abbazia di Garamszentbenedek. Secondo una segnalazione presentata dell'abate Martino nel 1276, Filippo si era impadronito di alcuni possedimenti del monastero benedettino e non li restituì tutti, ad esempio le parti a Kakat (l'attuale Štúrovo, in Slovacchia), Udvard (oggi Dvory nad Žitavou, in Slovacchia) insieme al palazzo dell'abate, oltre a Nempti, Szöllős, Csejkő e Berzence, nel comitato di Bars (nell'ordine, le moderne Tekovské Nemce, Rybník, Čajkov e Tekovská Breznica, in Slovacchia). Tra il 1265 e il 1268, Filippo acquistò diverse porzioni di Udvard, insieme ai dazi fluviali che ne derivavano e a due insediamenti vicini, Örs e Vért, nel comitato di Komárom. È possibile che intendesse stabilire un centro economico della sua signoria ecclesiastica a Udvard, ma a causa delle obiezioni dell'abbazia, decise di non farlo. In seguito, nel 1269, trasferì la sede della sua signoria a Naszvad (oggi Nesvady, in Slovacchia). Filippo acquistò le tenute di Szalatna, Zellő és Verbenye nel comitato di Nógrád per l'arcidiocesi da nobili locali nel 1265; questo acquisto legalizzò l'occupazione illegittima di queste terre da parte del precedente arcivescovo, Stefano Báncsa. Acquisì inoltre Baracs (oggi Bardoňovo, in Slovacchia), nel comitato di Bars, da Domenico Csák per quaranta marchi nel 1269. Filippo fu coinvolto in una disputa con Domenico Balassa, ispán del comitato di Sáros, approdata dinanzi alla corte del re minore Stefano; la diatriba riguardava nello specifico un'isola situata nel mezzo del fiume Sajó, tra Püspöki e Pogony, nel comitato di Gömör. In seguito al verdetto, Filippo acquistò l'isola per 5 marchi. In diversi casi, l'officialis di Filippo era un certo Levos Sárói, signore di un possedimenyo nel comitato di Bars. Poté vendere le sue terre solo nel 1271 a condizione che l'acquirente fosse un nobile ecclesiastico (un ceto dell'Ungheria medievale obbligato a preservare delle terre per conto del clero) dell'arcidiocesi.

#### Ultimi anni

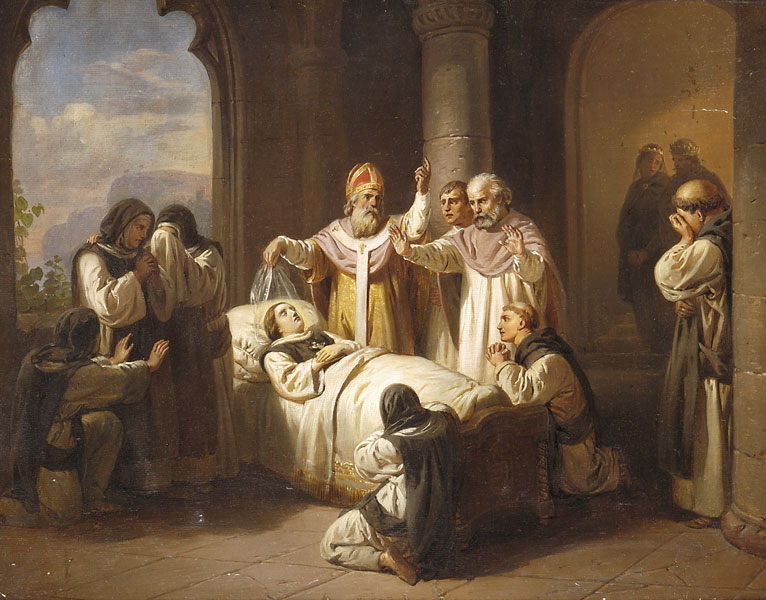
Tela di József Molnár (1857) che ritrae la morte di Santa Margherita, avvenuta nel gennaio del 1270. Filippo Türje era presente all'evento

Béla IV spirò il 3 maggio 1270 dopo trentacinque anni di regno. Rispettando le sue ultime volontà, fu sepolto nella chiesa dei francescani di Strigonio, accanto al figlio minore Béla, che lo precedette nella morte. Tuttavia, come raccontò lo storico del XV secolo Antonio Bonfini, Filippo ne fece traslare il corpo nella cattedrale di Nostra Signora e di Sant'Adalberto a Strigonio e lo riseppellì con una solenne cerimonia. Con l'intervento della Santa Sede, i minoriti riuscirono a recuperare le spoglie di Béla solo dopo una lunga sequela di dispute. Dopo la morte di Béla, sua figlia, Anna, si impadronì del tesoro reale e fuggì in Boemia, mentre altri nobili insorsero contro il legittimo erede. Giungendo dall'Ungheria orientale, il duca Stefano lasciò immediatamente Albareale alla volta di Strigonio per garantire la sicurezza dei gioielli dell'incoronazione. In seguito, il duca Stefano e l'Arcivescovo Filippo tornarono assieme ad Albareale, dove Filippo lo incoronò all'inizio di giugno del 1270. Sebbene quest'ultimo fosse stato sostituito in qualità di cancelliere della corona dal fedele prelato di Stefano V, Stefano II Báncsa, l'ispanato di Strigonio spettò all'arcidiocesi locale dal 18 maggio 1270, evento il quale rese Filippo il primo conte perpetuo della storia ungherese. Da allora, gli arcivescovi furono designati contemporaneamente come ispán del comitato di Strigonio, salvo alcune brevi interruzioni sino al XX secolo. Filippo fu coinvolto nei tentativi di pace tra Stefano e Ottocaro nell'estate del 1270, come dimostra l'invio del suo cancelliere Antonio (anche lui giurista e arcidiacono di Sasvár) a scortare gli inviati di Stefano alla corte boema.
La sorella di Stefano, la monaca domenicana Margherita, morì il 18 gennaio 1270; Filippo era presente al suo capezzale. Poco dopo la sua morte, su richiesta del fratello, furono intraprese iniziative per ottenere la sua canonizzazione. Su intercessione di Stefano, papa Gregorio X incaricò Filippo di indagare sui suoi miracoli, ma il comitato ecclesiastico sospese i lavori dopo la morte di Filippo, avvenuta alla fine del 1272, e riprese le indagini solo dopo una pausa forzata di quattro anni. L'arcivescovo Filippo parteggiò per Stefano V nella sua guerra contro Ottocaro II e i suoi sostenitori interni. Quando Stefano V e il re di Boemia raggiunsero un accordo a Presburgo il 2 luglio 1271, al culmine della loro breve guerra, Stefano V dichiarò nel documento che, se avesse infranto il trattato, gli arcivescovi Filippo Türje e Stefano Báncsa avrebbero goduto del diritto di scomunica. Filippo Türje e Bruno di Schauenburg, vescovo di Olomouc, furono incaricati di discutere e risolvere le possibili questioni relative ai confini nazionali tra Ungheria e Boemia. Sebbene Filippo avesse inizialmente sostenuto con vigore il processo di pace, egli rimase assente dai negoziati ufficiali e dalla stesura del documento, peraltro senza nemmeno spiegare i motivi della sua assenza, fattore che turbò Ottocaro. Il motivo dell'assenza di Filippo è sconosciuto. I nobili del regno, come scrissero in una loro missiva destinata a Ottocaro, non riuscirono a convincere Filippo a cambiare la sua posizione. Il neo-asceso papa Gregorio X, che confermò il trattato nel maggio del 1272, diede istruzioni ai prelati Filippo di Strigonio, Filippo di Vác, Bruno di Olomouc e Giovanni di Praga di fare tutto il possibile per preservare la pace e rispettare i termini del trattato.
Il re perì improvvisamente nell'agosto del 1272. La sua scomparsa segnò l'inizio della cosiddetta epoca dell'anarchia feudale, durante la quale molti gruppi di aristocratici si combattevano tra loro per il potere supremo. Assicurando l'ordine di successione e la continuità del forte potere reale, Filippo incoronò il decenne Ladislao IV re ad Albareale intorno al 3 settembre. Prima di allora, si verificarono pesanti scontri nei pressi della città tra le fazioni aristocratiche rivali, durante i quali Filippo e la sua scorta, giunti in città, furono anche insultati, derubati e maltrattati fisicamente, causando un danno di 400 marchi all'arcidiocesi. Il rex iunior, in teoria, governava sotto la reggenza di sua madre Elisabetta la Cumana, ma di fatto il regno era amministrato da svariate fazioni aristocratiche. Tuttavia, l'anziano Filippo prese le distanze dal conflitto e non fu in grado di impedire il diffondersi dell'anarchia. Pochi giorni prima della sua morte, Filippo fu reintegrato come cancelliere reale. Spentosi il 18 dicembre 1272, da allora si susseguirono sette anni di vacanza nella sede episcopale di Strigonio.